# Persepolis
Persepolis (oldpersisk: Pārsa, persisk: تخت جمشید, Takht-e Jamshid) ca. 70 km nordøst for den moderne by Marvdasht i Fars provinsen i Iran  var en ældgammel ceremoniel hovedstad fra det andet iranske dynasti, Achæmenide-dynastiet. De gamle persere kendte byen under navnet Pārsa, "persernes by". Persepolis er den græske form (Πέρσης "perser" + πόλις "by"). På iransk hedder det Takht-e Jamshid ("Jamshids trone").
Den største og mest komplekse bygning i Persepolis var tilskuerhallen, Apadana, med 72 søjler, der var tilgængelig ad to store trapper.
Persepolis blev optaget på UNESCOs Verdensarvsliste i 1979.
- Wikimedia Commons har flere filer relateret til Persepolis

| Historie | Spire Denne historieartikel er en spire som bør udbygges. Du er velkommen til at hjælpe Wikipedia ved at udvide den. |